# ロシア52人虐殺犯/チカチーロ
『ロシア52人虐殺犯/チカチーロ』（Citizen X）は、1995年のアメリカ合衆国のテレビ映画である。ロシア・ソビエト連邦社会主義共和国で実際に起こったアンドレイ・チカチーロによる連続殺人事件を描いており、ロバート・カレンによるノンフィクション本『子供たちは森に消えた』を原作としている。監督・脚本はクリス・ジェロルモである。
日本ではカルチュア・パブリッシャーズ配給で劇場公開された。LD発売時の日本語題は『チカチーロ』、NHK-BS2放送時は『市民X』である。

## キャスト
- スティーヴン・レイ（吹替：佐々木勝彦） - ヴィクトル・ブラコフ中佐（ロストフ民警本部刑事）
- ドナルド・サザーランド（吹替：綿引勝彦） - ミハイル・フェチソフ少将（ロストフ民警本部長）
- ジェフリー・デマン - アンドレイ・チカチーロ
- マックス・フォン・シドー - アレクサンドル・ブハノフスキー博士
- ジョス・アクランド - ボンダルチュク
- イメルダ・スタウントン - ブラコブ夫人
- ジョン・ウッド - ゴルブノフ

日本語吹替：2000年2月23日 NHK-BS2にて放送。

## 受賞歴
| 賞                   | 部門                                         | 候補                            | 結果       |
| -------------------- | -------------------------------------------- | ------------------------------- | ---------- |
| エミー賞             | 作品賞 (テレビ映画部門)                      | 『ロシア52人虐殺犯/チカチーロ』 | ノミネート |
| ゴールデングローブ賞 | テレビ作品賞（ミニシリーズ・テレビ映画部門） | 『ロシア52人虐殺犯/チカチーロ』 | ノミネート |
| ゴールデングローブ賞 | テレビ助演男優賞                             | ドナルド・サザーランド          | 受賞       |